# 齐仲亨
齐仲亨（1928年—2004年），河北定县人，中国人民解放军将领、中国人民解放军中将。
1988年，授予中国人民解放军中将，曾任第二炮兵技术学院政治委员。